# أسقف (سوريا)
الأُسقف : هي قرية تابعة لريف صافيتا ، الواقعة في محافظة طرطوس السوريّة . تبعد هذه القرية عن مركز محافظة طرطوس حوالي 29 كيلو متراً وعن مركز مدينة صافيتا حوالي 7 كيلو متر. تقع هذه القرية على ارتفاع وسطي و هو 300 متر عن سطح البحر. تتبع قرية الأُسقف إداريًا لبلدية الجروية وتتضم هذه القرية عدة قرى فرعية هي : دوارة الأُسقف وحكر الأسقف وقلع الأسقف والمصيطبة.